# Eugene Omoruyi

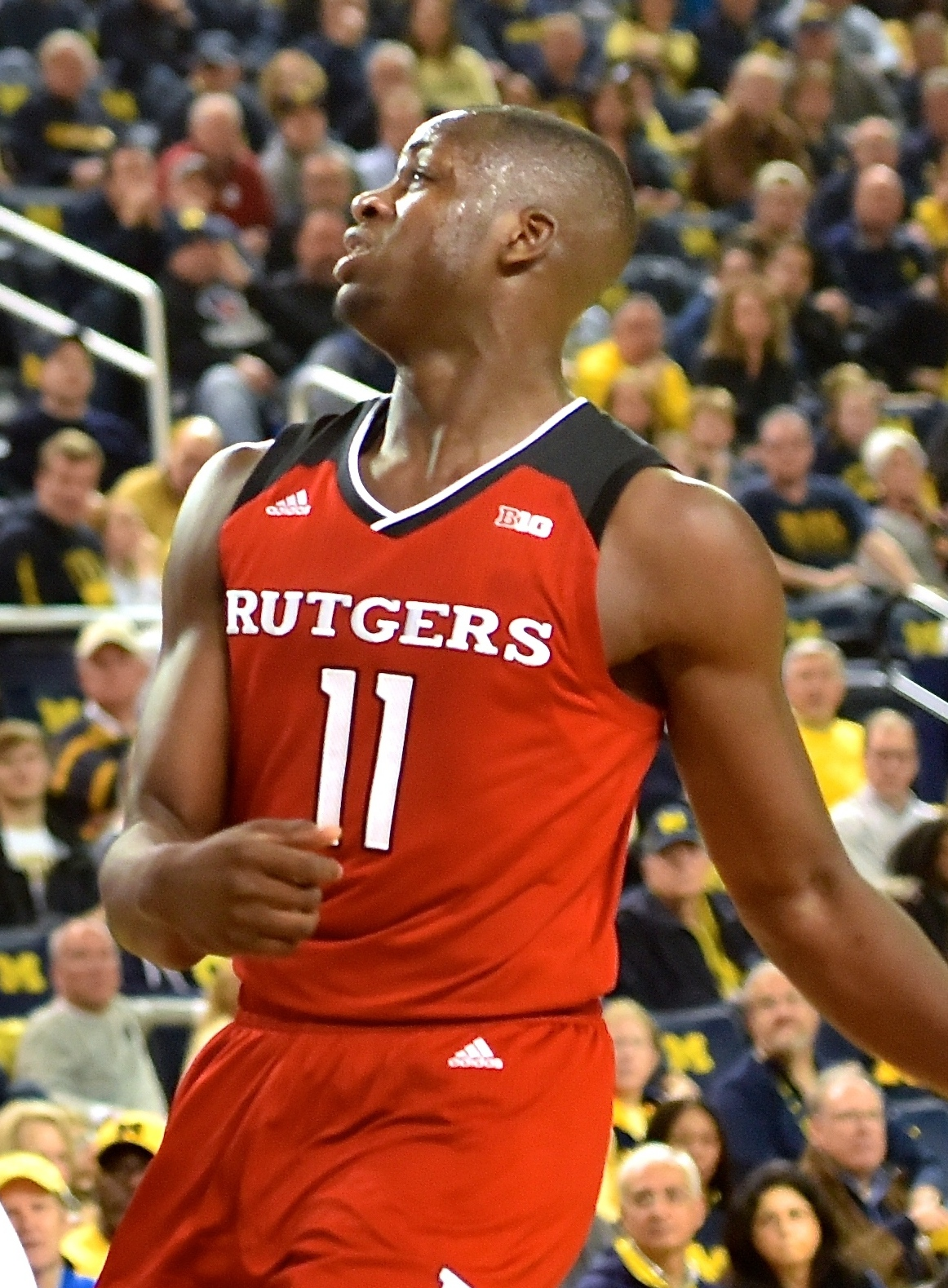
Eugene Omoruyi, 2018.

Eugene Omoruyi, född 14 februari 1997 i Benin City i Nigeria, är en nigeriansk-kanadensisk professionell basketspelare (SF/PF) som spelar för Toronto Raptors i National Basketball Association (NBA). Han har tidigare spelat för Dallas Mavericks, Oklahoma City Thunder, Detroit Pistons och Washington Wizards.
Omoruyi blev aldrig NBA-draftad.
Innan han blev proffs studerade Omoruyi vid Rutgers University och spelade för deras idrottsförening Rutgers Scarlet Knights. Han blev senare överförd till University of Oregon för spel i Oregon Ducks.